# Рогов, Евгений Фёдорович
Евге́ний Фёдорович Ро́гов (18 сентября 1931 — 29 апреля 2015) — советский и российский дипломат. Чрезвычайный и полномочный посланник 1 класса.

## Биография
Окончил Московский государственный институт международных отношений (МГИМО) МИД СССР (1954). На дипломатической работе с 1954 года.
- В 1954—1958 годах — сотрудник 2-го Европейского отдела МИД СССР.
- В 1958—1962, 1964—1969 и 1973—1976 годах — сотрудник Посольства СССР в Великобритании.
- В 1971—1973 годах — заведующий сектором 2-го Европейского отдела МИД СССР.
- В 1980—1986 годах — советник-посланник Посольства СССР в Австралии.
- В 1986—1987 годах — заместитель заведующего Отделом тихоокеанских стран МИД СССР.
- В 1987—1989 годах — заместитель начальника Управления стран Тихого океана и Юго-Восточной Азии МИД СССР, заведующий Отделом Австралии, Новой Зеландии и Океании МИД СССР.
- С 17 января 1990 по 13 июля 1993 года — чрезвычайный и полномочный посол СССР, затем (с 1991) Российской Федерации в Папуа — Новой Гвинее[1][2].
- С 12 декабря 1990 по 13 июля 1993 года — чрезвычайный и полномочный посол СССР, Российской Федерации в Кирибати по совместительству[3][2].
- В 1992—1996 годах — главный советник в Департаменте Азиатско-Тихоокеанского региона и Втором департаменте Азии МИД России.

Похоронен в Москве на Ваганьковском кладбище.

## Награды
- Медаль «Ветеран труда».
- Почётная грамота Президиума Верховного Совета РСФСР.